# برادليفيل (ميزوري)
برادليفيل (بالإنجليزية: Bardley)‏ هي إحدى المجتمعات الفردية (غير مصنفة) في ولاية ميزوري في الولايات المتحدة الأمريكية.